# Inspiration (automobile)
Inspiration è un'automobile a vapore progettata da Glynne Bowsher e costruita dal gruppo British Steam Car Challenge. L'auto ha una lunghezza di 7,6 m ed una larghezza di 1,7 m, ed un peso di circa 3 tonnellate. Il motore a vapore si compone di turbine a due stadi e 12 caldaie che utilizzano acqua per produrre vapore. Le caldaie vengono scaldate da bruciatori alimentati a gas di petrolio liquefatto per produrre 3 MW (10,2 milioni di BTU/hr) di calore. Il vapore così prodotto raggiunge una temperatura di 400 °C ed una pressione di 4000 kn/m² (40 bar). Il motore è in grado di generare 288 kW e consuma circa 40 litri d'acqua al minuto.
L'auto detiene il record di velocità su strada per veicoli a vapore dal 25 agosto 2009. In tale data raggiunse, presso la Edwards Air Force Base in California, la velocità media di 225 km/h, misurata in due prove su una distanza di un miglio. Il giorno successivo l'auto, guidata da Don Wales, migliorò ulteriormente il record, raggiungendo una velocità media di 239 km/h in due tentativi su una distanza di un chilometro.
Il record precedente era stato stabilito nel 1906 da Fred Marriott a bordo di una Stanley Rocket; la vettura raggiunse in tale occasione la velocità di 204 km/h.
L'auto si trova oggi al National Motor Museum di Beaulieu in Inghilterra.